# My Little Pony: Equestria Girls - Rollercoaster of Friendship
My Little Pony: Equestria Girls - Rollercoaster of Friendship (Montaña Rusa de la Amistad en Hispanoamérica, y Altibajos de Amistad en España) es el segundo de dos especiales de televisión de Equestria Girls, dirigido por Ishi Rudell y escrito por Nick Confalone. El vídeo dura 44 minutos. El especial, transmitido en el estreno de TV en Discovery Family el 6 de julio de 2018. La primera parte del especial fue publicado en el canal YouTube el 31 de agosto de 2018 y la última, el 28 de septembre.
En este especial, el nuevo trabajo de Rarity como diseñadora de vestuario para el desfile de un parque temático pone en peligro su amistad con Applejack y deben resolver sus diferencias con el fin de averiguar la razón por la que sus amigas están desapareciendo misteriosamente.

## Reparto
| Personaje               | Actor/Actriz original Estados Unidos         | Actor/Actriz de doblaje · México   |
| ----------------------- | -------------------------------------------- | ---------------------------------- |
| Twilight Sparkle humana | Tara Strong Rebecca Shoichet (canciones)     | Carla Castañeda                    |
| Applejack               | Ashleigh Ball                                | Claudia Motta                      |
| Rainbow Dash            | Ashleigh Ball                                | Analiz Sánchez                     |
| Fluttershy              | Andrea Libman                                | Maggie Vera                        |
| Pinkie Pie              | Andrea Libman Shannon Chan-Kent (canciones)  | Melissa Gedeón                     |
| Rarity                  | Tabitha St. Germain Kazumi Evans (canciones) | Elsa Covián                        |
| Spike                   | Cathy Weseluck                               | Cecilia Gómez                      |
| Sunset Shimmer          | Rebecca Shoichet                             | Circe Luna Joana Ortiz (Canciones) |
| Vignette Valencia       | Tegan Moss                                   | Alejandra Delint                   |

## Producción
El especial fue emitido el 6 de julio de 2018, como parte del evento "Summer Surprises" de Discovery Family. Fue añadido a la aplicación móvil Discovery Family GO! el 8 de julio de 2018, pero eliminado el 11 de agosto. Es también incluido en el DVD de región 2 duradero de 88 minutos My Little Pony - Equestria Girls Specials, el cual fue puesto a la venta el 22 de octubre de 2018.
De acuerdo con el director Ishi Rudell, la transición de Rarity a un peluche de poni fue una adición de último momento.
De acuerdo con la codirectora Katrina Hadley, se planeó una duración de 44 minutos para este especial y por lo tanto se emitió en Discovery Family sin escenas eliminadas.
El timbre de tres tonos perteneciente a SkyTrain en Vancouver es escuchado en la quinta parte.
De acuerdo con Rudell, el especial tiene lugar después de My Little Pony: La película.